# Política de São Cristóvão e Neves

Bandeira do país.

São Cristóvão e Neves faz parte dos países que integram a Comunidade Britânica de Nações. Kennedy Simmonds, líder do Movimento de Ação Popular foi o Primeiro-Ministro até 1995, quando é derrotado em eleições gerais pelo Partido Trabalhista cujo líder, Denzil Douglas, torna-se Primeiro-Ministro. Douglas e os Trabalhistas tornam a vencer as eleições em 2000 e 2004.

## Forma de governo
O país é uma monarquia parlamentarista. o chefe de Estado das ilhas segue sendo o monarca britânico, o rei Carlos III do Reino Unido, o qual elege um governador-geral residente para que lhe represente nos assuntos locais. Desde 2016 o governador-geral das ilhas é Tapley Seaton. O chefe de governo é o Premiê Timothy Harris, um dos 15 membros da Assembléia Nacional.

## PoderLegislativo
- Unicameral, Assembleia com 15 membros.

A Constituição é de 1983.
O país é uma monarquia parlamentarista.O chefe de Estado das ilhas segue sendo o monarca britânico, a rainha Elizabeth II, o qual elege um governador-geral residente para que lhe represente nos assuntos locais. Desde o 1 de janeiro de 1996 o governador-geral das ilhas é Cuthbert Montraville Sebastian. O chefe de governo é o Premiê Denzil Douglas, um dos 15 membros da Assembleia Nacional.

## Separatismo em Neves
Em 1992, o Movimento de Ação Popular vence as eleições, começando a fazer uma campanha separatista em Neves, tentando romper seus laços federativos com com São Cristóvão. Em 1998 é realizado um plebiscito sobre a independência de Neves, o que não aconteceu, pois era necessário 2/3 dos votos, e a marca chegou a 62%.Em 1992, o Primeiro-Ministro de Nwves, Vance Amory.

## Eleições
O sistema eleitoral do país é bipartidário, ou seja, apenas 2 grandes partidos podem disputar uma eleição.

### Partidos políticos
Abaixo estão o nome do partido em português e sua sigla em inglês:
- Partido Trabalhista de São Cristóvão e Neves (SKNLP)
- Movimento dos Cidadãos Responsáveis (CCM)
- Movimento de Ação Popular (PAM)
- Partido Reformista de Neves (NRP)